# Флехтінген
Флехтінген (нім. Flechtingen) — громада в Німеччині, розташована в землі Саксонія-Ангальт. Входить до складу району Берде. Центр об'єднання громад Флехтінген.
Площа — 73,52 км2. Населення становить 2812 ос. (станом на 31 грудня 2021).

## Галерея

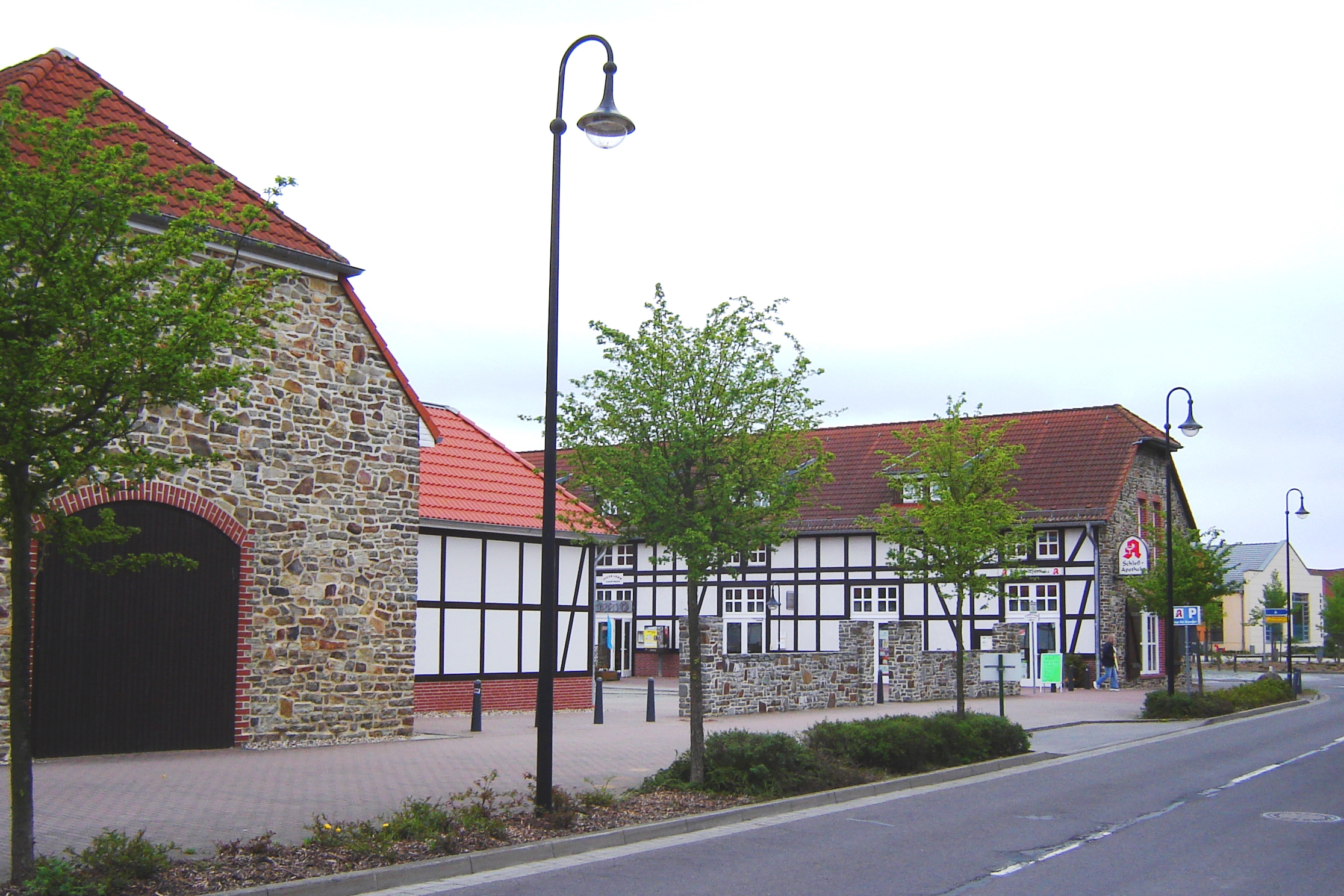
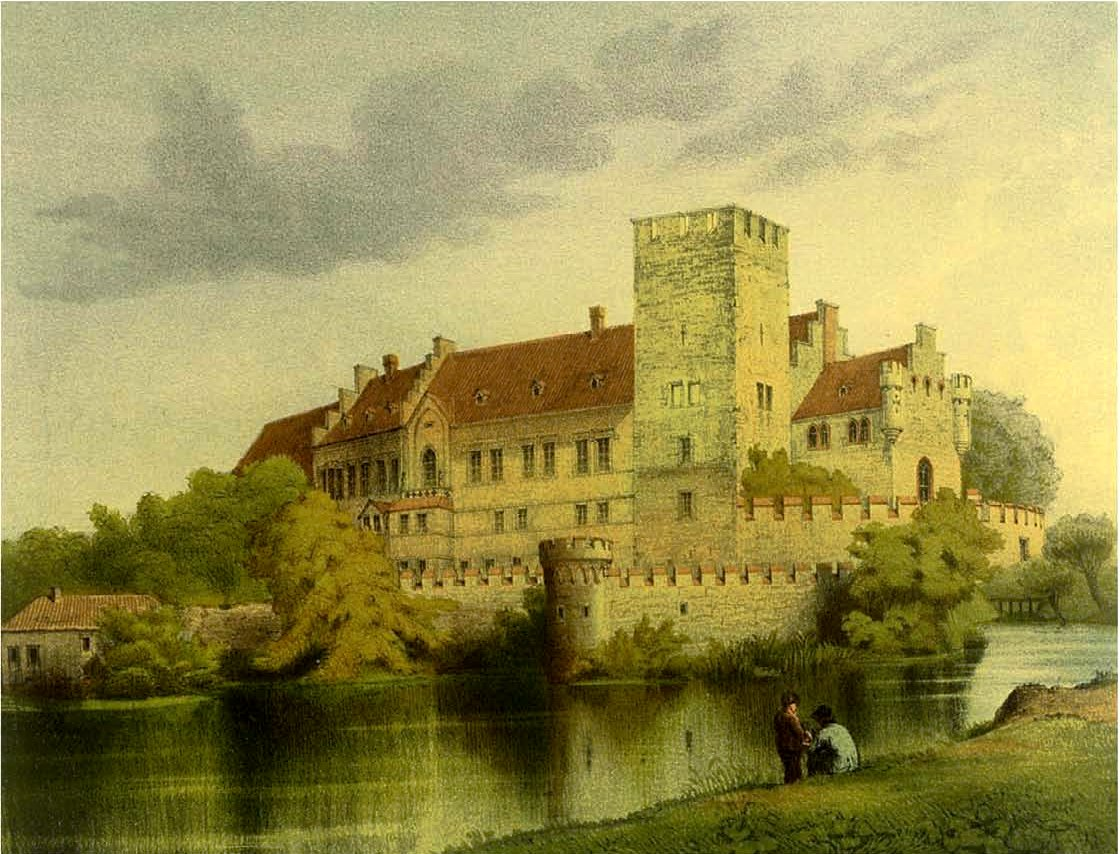
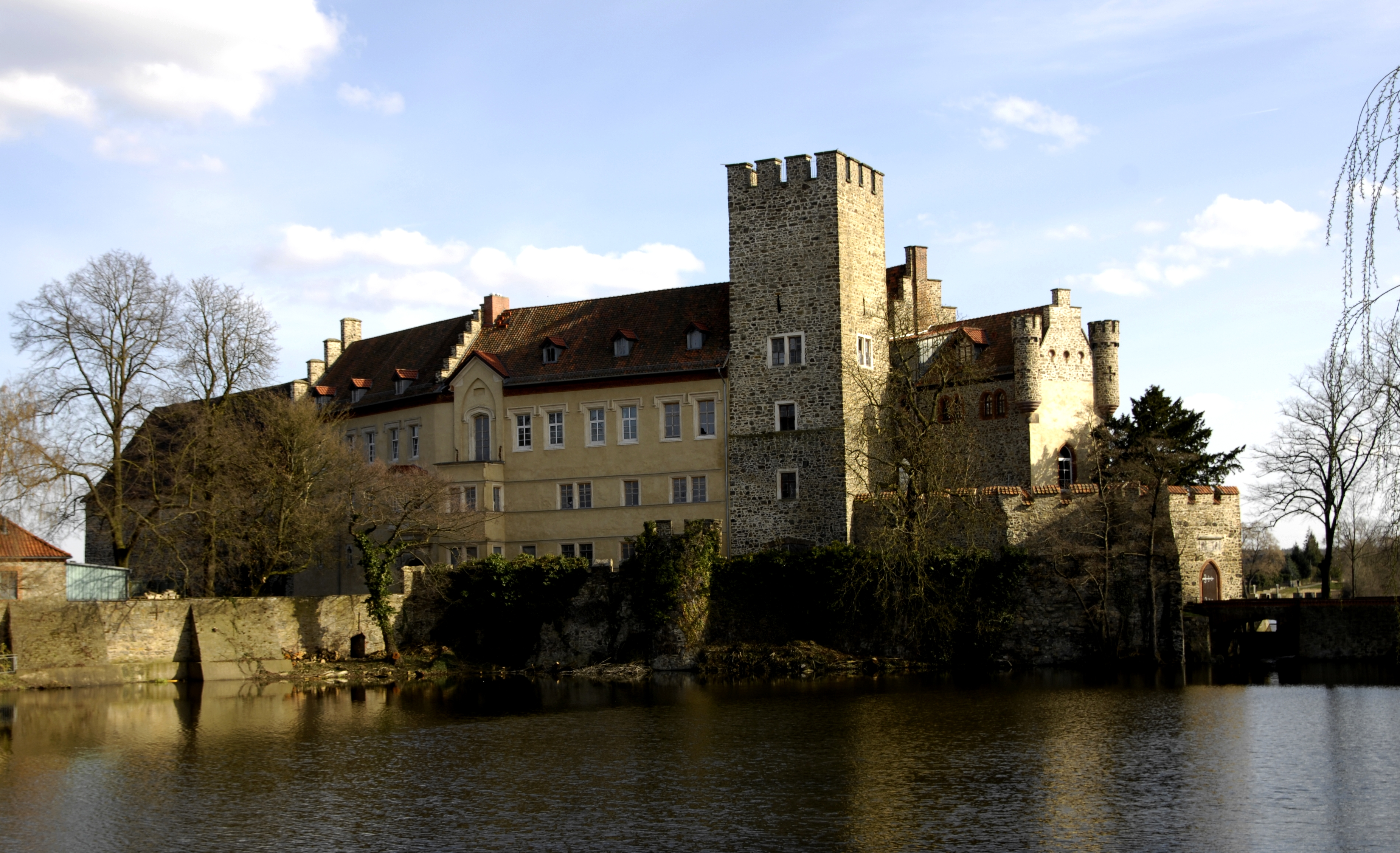
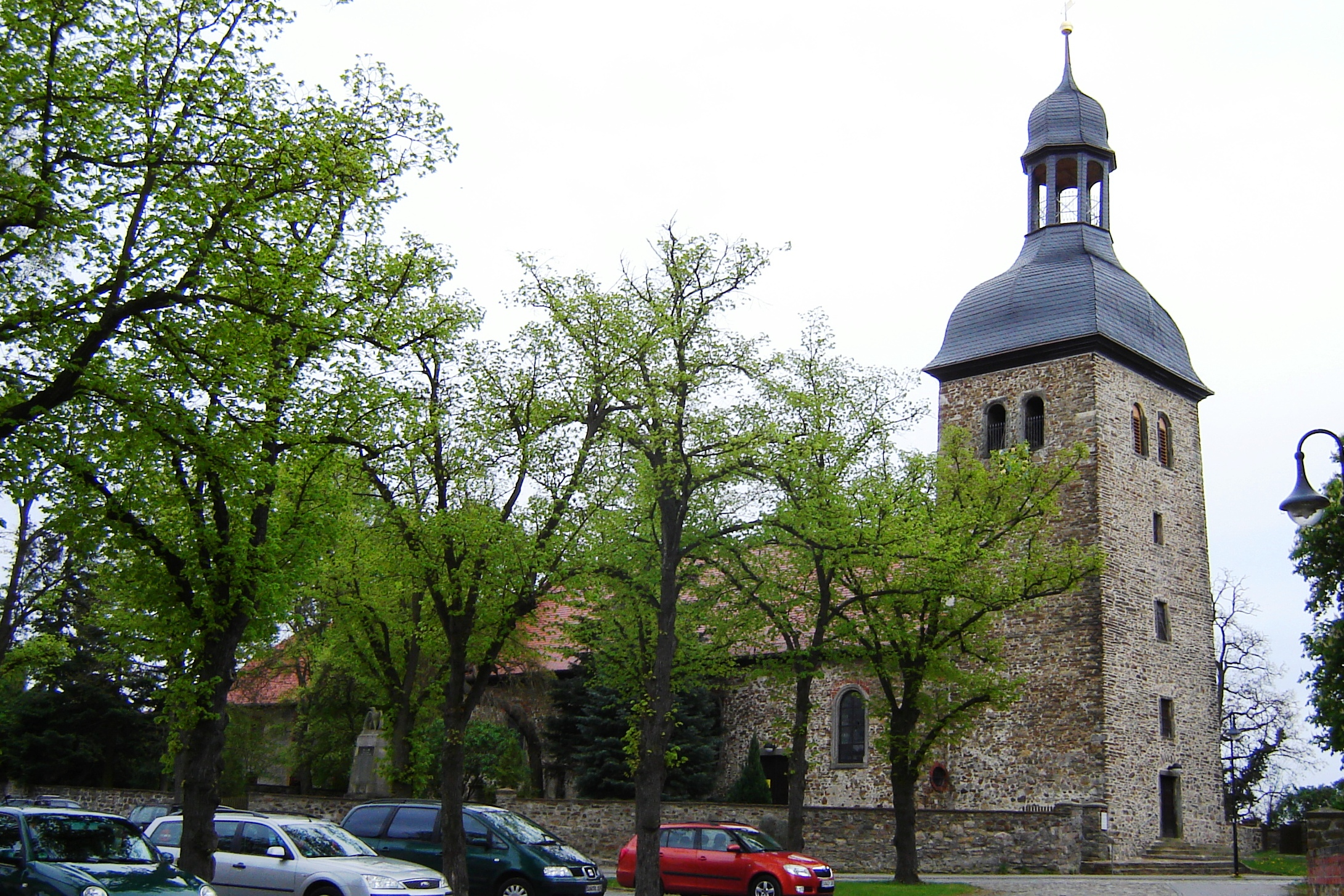